# راستاب
راستاب، روستایی از توابع بخش مرکزی شهرستان فارسان در استان چهارمحال و بختیاری است.

## جمعیت
این روستا در دهستان میزدج سفلی قرار دارد و براساس سرشماری مرکز آمار ایران در سال ۱۳۸۵، جمعیت آن ۱٬۶۷۶ نفر (۳۷۶خانوار) بوده‌است.